# Berovsko jezero
Berovsko jezero (makedonski: Беровско езеро) rjeđe Ratevsko jezero, je umjetno jezero izgrađeno u istočnoj Makedoniji pored gradića Berova u neposrednoj blizini bugarske granice. 

## Zemljopisno-geološke karakteristike
Berovsko jezero izgrađeno je 1970. godine podizanjem 60 metarske brane na Ratevskoj reci kod predjela Linakot u Maleševskoj planini.
Podignuto je da se osiguraju dovoljne količine pitke vode za obližnja naselja Berovo i Pehčevo. Berovsko jezero udaljeno je 7 km od gradića Berovo, dugo je 2,5 km, s prosječnom širinom od 0,5 km. Leži na nadmorskoj visini od 986 m, površina jezera je 0,75 km².
Jezero je okruženo bjelogorično-crnogoričnom šumom. Pokraj jezera podignut je restoran s bungalovima, a uz njega turističko vikend naselje s kućama za odmor.

## Vanjske poveznice
- Astrokamp Berovsko jezero na stranicama Astronomija.com  Arhivirana inačica izvorne stranice od 24. prosinca 2007. (Wayback Machine)
- Berovovsko jezero mjesto mira
- Fotogalerija s Berovskog jezera na stranicama Blic magazina  Arhivirana inačica izvorne stranice od 17. prosinca 2009. (Wayback Machine)
- Video na stranicama Berovsko-ezero.info[neaktivna poveznica]